# Karang Lokidul
Karang Lokidul is een bestuurslaag in het regentschap Ponorogo van de provincie Oost-Java, Indonesië. Karang Lokidul telt 2860 inwoners (volkstelling 2010).